# Europäische Spallationsquelle

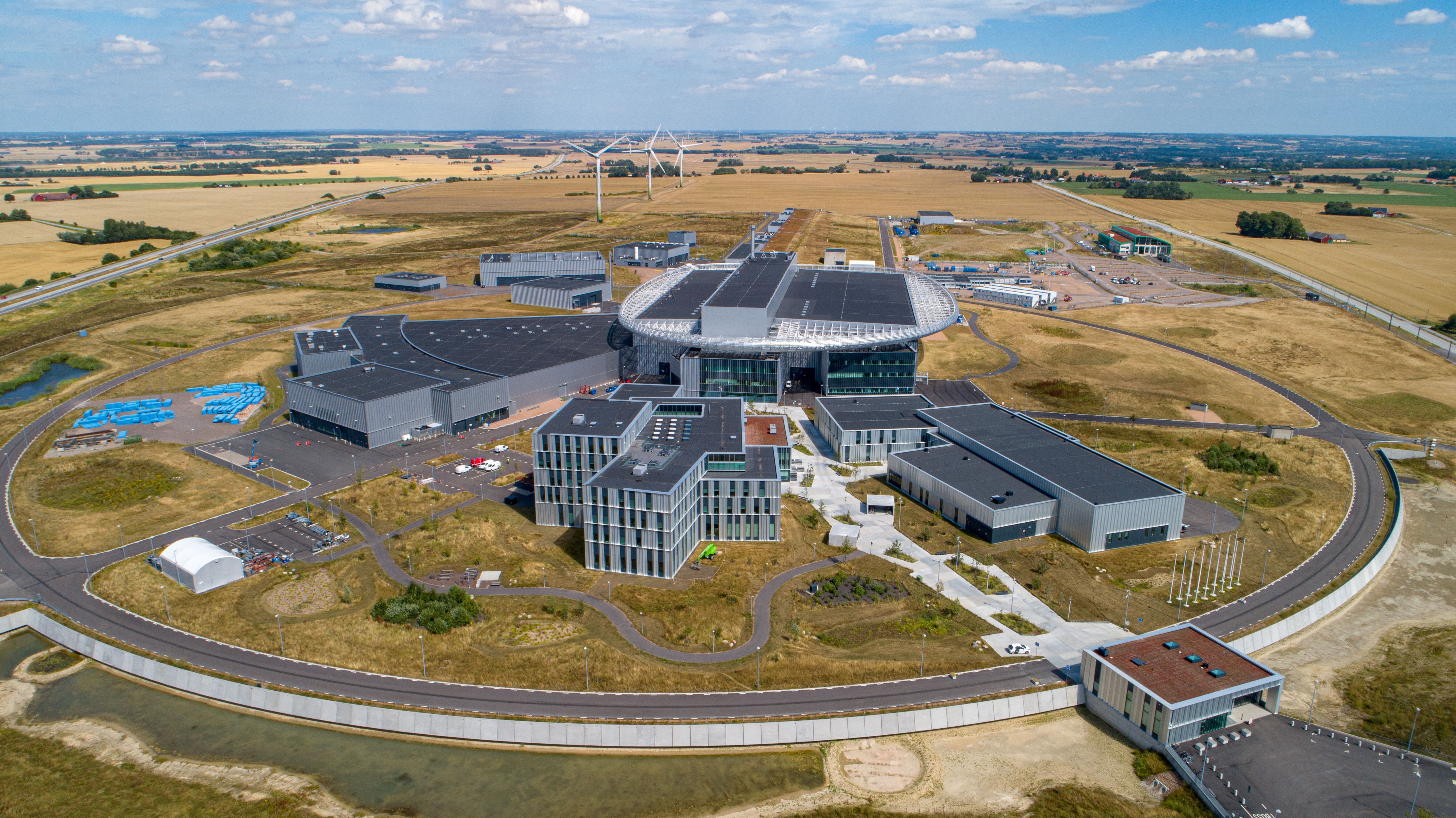
ESS 2022

Die Europäische Spallationsquelle, englisch European Spallation Source (ESS), ist ein Konsortium für eine europäische Forschungsinfrastruktur (ERIC) mit Sitz in der schwedischen Stadt Lund und eine Großforschungseinrichtung, die von diesem Konsortium in Lund errichtet wird. Sie soll Neutronenstrahlung für Materialwissenschaft und Werkstofftechnik liefern. Der Baubeginn erfolgte 2014, der Nutzerbetrieb sollte ursprünglich etwa 2022 beginnen, derzeit wird vom Beginn des Nutzerbetriebs 2027 ausgegangen. Der Bau einschließlich der ersten 15 wissenschaftlichen Instrumente wird etwa 1,8 Milliarden Euro kosten (Stand 2017); davon tragen Schweden 35 %, Dänemark 12,5 % und Deutschland 11 %. Die laufenden Betriebskosten werden auf jährlich etwa 140 Millionen Euro geschätzt.
Nach dem 1967 gegründeten Institut Laue-Langevin wird die ESS die zweite multinationale Neutronenquelle für Forschungszwecke in Europa sein.

## Geschichte
Erste Planungen für eine europäische Spallationsquelle begannen 1993. Am 28. Mai 2009 legten die europäischen Forschungsminister in Brüssel den Standort Lund fest. Im Vorfeld wurden auf dem vorgesehenen Baugelände im Jahr 2013 archäologische Untersuchungen unternommen, die jedoch keinen bemerkenswerten Fund ergaben. Im Oktober 2014 wurde der Grundstein gelegt.

## Technik
Ein Strahl von Protonen mit 2 GeV Energie fällt in Pulsen von 62,5 mA Stromstärke und 2,9 ms Dauer auf ein rotierendes, 5 Tonnen schweres Wolframtarget. Dabei werden durch Spallation 1018 Neutronen pro Sekunde freigesetzt. Die ESS soll bis zu 22 Experimentierstationen beheimaten, die gleichzeitig betrieben werden. Dabei wird eine besondere Synergie mit der benachbarten Synchrotronstrahlungsquelle MAX IV gesehen, da beide Anlagen sich ergänzen können.

## Verkehrsanbindung
Seit 2020 bietet die Straßenbahn Lund eine Verbindung mit dem Hauptbahnhof Lund.